# Loves Me Not
«Loves Me Not» es el cuarto sencillo del álbum Dangerous and Moving y del posterior álbum recopilatorio The Best de t.A.T.u., sin embargo, debido a que abandonaron el contrato de Universal Records y por tanto el lanzamiento se pospuso y después fue cancelado en todos los países excepto en Francia. Un vídeo del grupo presentando la canción en el "Glam As You" en París fue enviado a pocas televisoras en el mundo.
Aunque la canción fue vista por primera vez en Dangerous and Moving, se considera el único sencillo de The Best, un pequeño número de sencillos se vendieron en Francia con la misma foto del sencillo de "Gomenasai", hay una versión alternativa de la canción en Lyudi Invalidy.

## Lista de canciones
«Loves Me Not» - Sencillo promocional (Francia)
1. «Loves Me Not» (Radio Edit) - 2:57
2. «Loves Me Not» (Glam As You Radio Mix By Guéna LG) - 3:13
3. «Loves Me Not» (Glam As You Mix por Guéna LG) - 6:03
4. «Loves Me Not» (Sunset In Ibiza por Guéna LG) - 4:34

## Posicionamiento en listas
| Listas                     | Posición |
| -------------------------- | -------- |
| México Top 100             | 70       |
| CEI (Tophit)               | 28       |
| Rusia Airplay (TopHit)     | 28       |
| Eslovaquia (Rádio Top 100) | 40       |
| Ucrania Airplay (TopHit)   | 69       |